# Chrotogonus tuberculatus
Chrotogonus tuberculatus är en insektsart som beskrevs av Kevan, D.K.M. 1959. Chrotogonus tuberculatus ingår i släktet Chrotogonus och familjen Pyrgomorphidae. Inga underarter finns listade i Catalogue of Life.